# Юлия Фелицитас фон Вюртемберг-Вайлтинген
Юлия Фелицитас фон Вюртемберг-Вайлтинген (на немски: Julia Felicitas von Württemberg-Weiltingen; * 19 декември 1619, Бренц; † 3 януари 1661, Мьонхнеферсдорф) е принцеса от Вюртемберг-Вайлтинген и чрез женитба херцогиня на Шлезвиг-Холщайн-Готорп (1640 – 1653).

## Живот
Тя е най-възрастната дъщеря на херцог Юлиус Фридрих фон Вюртемберг-Вайлтинген (1588 – 1635) и съпругата му принцеса Анна Сабина фон Шлезвиг-Холщайн-Зондербург (1593 – 1659), дъщеря на херцог Йохан фон Шлезвиг-Холщайн-Зондербург.
Юлия Фелицитас се омъжва на 7 май 1640 г. в Пльон за херцог Йохан фон Шлезвиг-Холщайн-Готорп (1606 – 1655), който е протестантски княжески епископ на Любек (1634 – 1655). Той е най-малкият син на херцог Йохан Адолф фон Шлезвиг-Холщайн-Готорп (1575 – 1616) и съпругата му принцеса Августа Датска (1580 – 1639). Бракът е много нещастен и от 1648 г. той се мъчи да се разведе. Развеждат се през 1653 г.
Юлия Фелицитас умира на 3 януари 1661 г. на 41 години в имението Мьонхнеферсдорф в Шьонвалде, Шлезвиг-Холщайн, и е погребана в Щендорф (Каседорф).

## Деца
Юлия Фелицитас и Йохан имат децата:
- Христина Августа Сабина (1642 – 1650)
- Юлиус Адолф Фридрих (1643 – 1644)
- Йохан Юлиус Фридрих (1646 – 1647)
- Йохан Август (1647 – 1686)